# Carl Grote (Illustrator)
Carl Grote (* 29. März 1839 in Bründeln (Kreis Peine); † 28. Juni 1907 in Hannover) war ein deutscher Journalist, Zeichner, Illustrator, Holzstecher, Maler und Lithograf.

## Leben

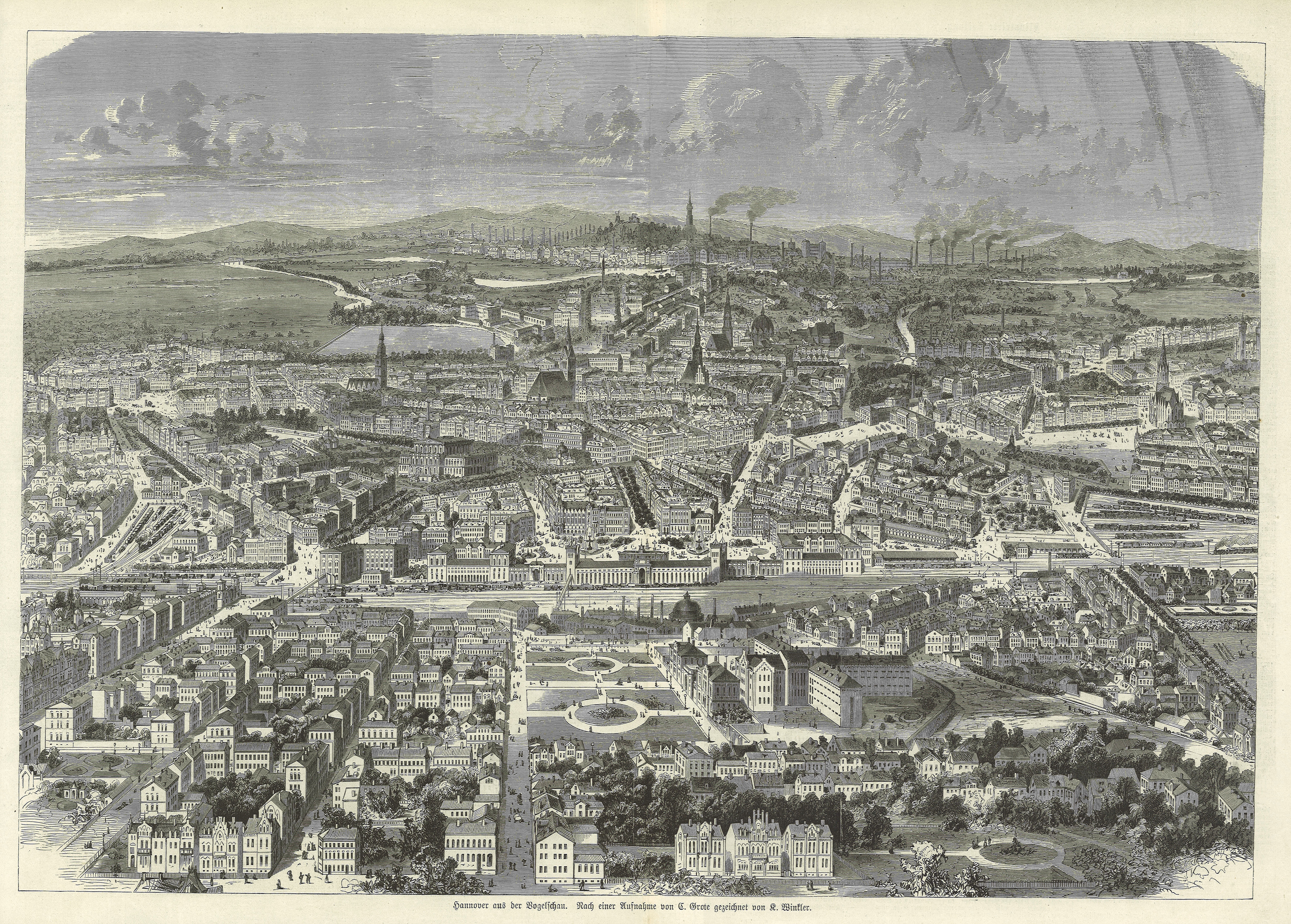
„Hannover aus der Vogelschau [anstelle eines Stadtplanes]. Nach einer Aufnahme von C. Grote gezeichnet von K. Winkler“;
Holzstich aus der Illustrirten Zeitung zum 4. Deutschen Bundesschießen 1872

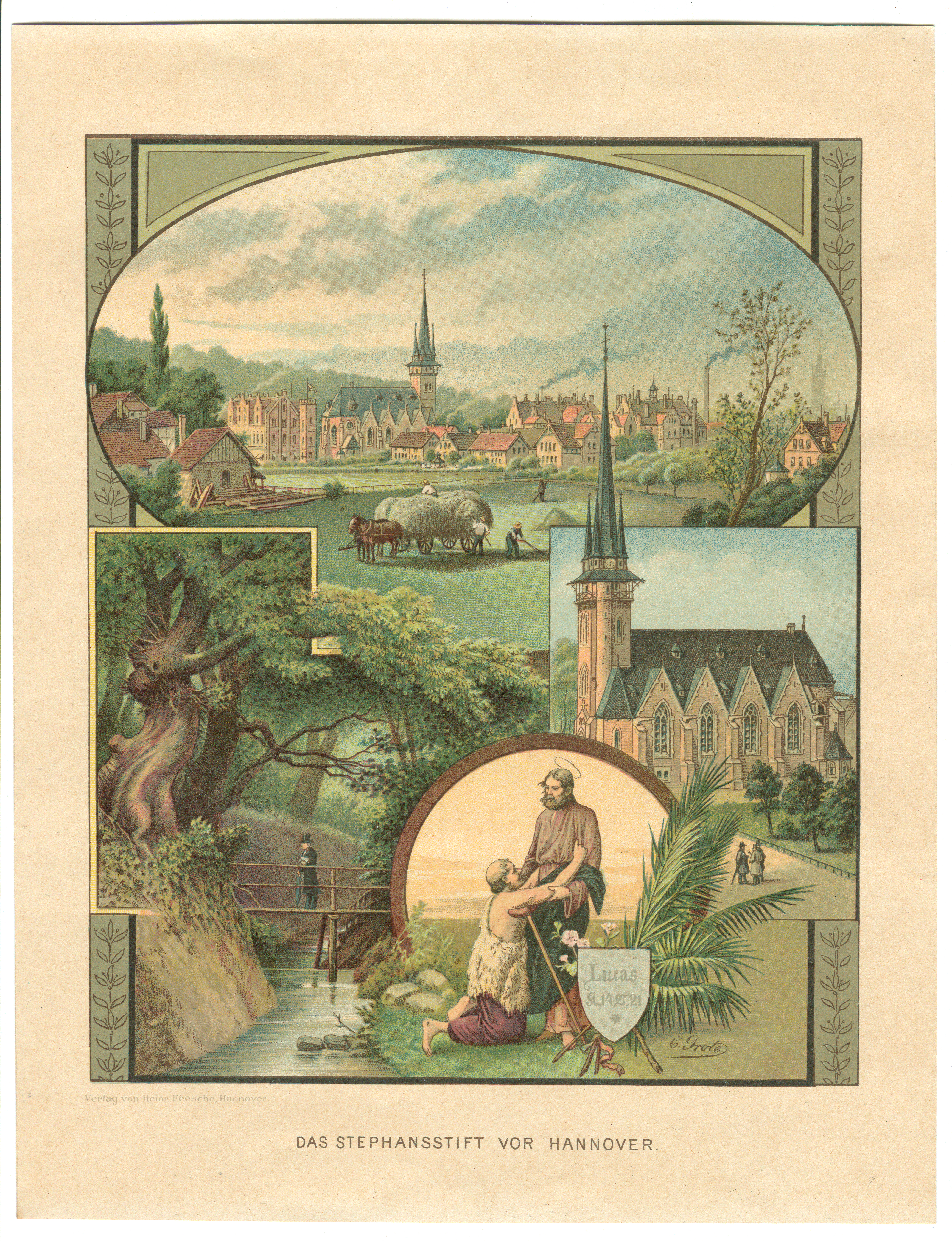
Das Stephansstift vor Hannover;
Lithografie von Grote, um 1902

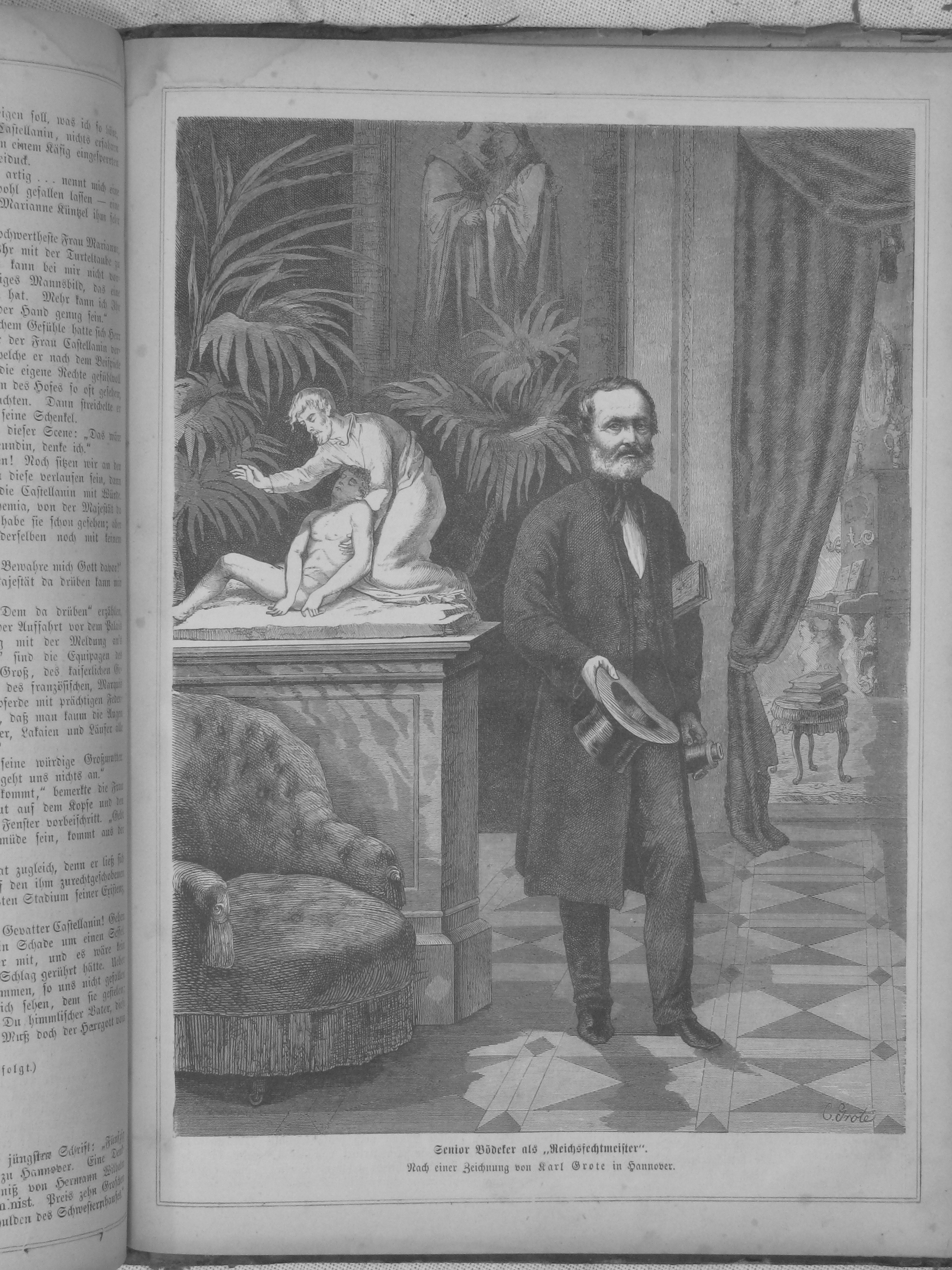
Senior Bödeker als „Reichsfechtmeister“,
nach Zeichnung von Grote in: Die Gartenlaube, 1873

Ausgebildet in München und Stuttgart, arbeitete Grote u. a. in Hannover und illustrierte journalistisch Tagesereignisse aus Stadt und Land.
Grote spezialisierte sich auf Vogelschaubilder, die dann Holz-, Kupfer- und Stahlstechern als Vorlage dienten für häufig großformatige Illustrationen wie die Illustrirte Zeitung oder Die Gartenlaube. Häufig wurden die Illustrationen (gestochen von... nach einer Zeichnung von C. Grote) dann aus den Illustrierten herausgetrennt und von spezialisierten Coloristen verschiedenartig bunt gefärbt.

## Werke (Auswahl)
Im Historischen Museum am Hohen Ufer sind einige der folgenden Werke zu sehen:
- Theater auf der Marieninsel in Hannover (Gemälde)
- Das Tivoli in Hannover (farbige Lithografie, 1868)
- Hannover aus der Vogelschau (erschien als großformatiger, doppelseitiger Holzstich (34,5 cm × 49,5 cm), „gezeichnet von R. Winkler“, am 13. Juli 1872 in der Illustrirten Zeitung (Leipzig) anlässlich des 4. Deutschen Bundesschießens in Hannover)
- Die neue Technische Hochschule in Hannover (Holzstich 1879)
- Hannover 1901 (farbige Lithografie, Vogelschaubild, 1901, 77,5 cm × 128,2 cm; Druck beim Artistischen Institut Orell Füssli (Zürich))

Darüber hinaus sind Vogelschaubilder z. B. von Darmstadt und Mannheim bekannt.